# Comuna Strugari, Bacău
Strugari (în maghiară Esztrugár; în trecut, Nadișa) este o comună în județul Bacău, Moldova, România, formată din satele Cetățuia, Iaz, Nadișa, Petricica, Răchitișu și Strugari (reședința).

## Așezare
Comuna se află în partea central-nordică a județului, în bazinul râului Nadișa. Este traversată de șoseaua județeană DJ118B, care o leagă spre sud-vest de Berești-Tazlău și spre nord-vest de Măgura.

## Demografie
Componența etnică a comunei Strugari
     Români (94,76%)
     Alte etnii (0,09%)
     Necunoscută (5,16%)
Componența confesională a comunei Strugari
     Ortodocși (75,25%)
     Romano-catolici (13,09%)
     Adventiști (5,07%)
     Alte religii (1,21%)
     Necunoscută (5,37%)
Conform recensământului efectuat în 2021, populația comunei Strugari se ridică la 2.307 locuitori, în scădere față de recensământul anterior din 2011, când fuseseră înregistrați 2.507 locuitori. Majoritatea locuitorilor sunt români (94,76%), iar pentru 5,16% nu se cunoaște apartenența etnică. Din punct de vedere confesional, majoritatea locuitorilor sunt ortodocși (75,25%), cu minorități de romano-catolici (13,09%) și adventiști (5,07%), iar pentru 5,37% nu se cunoaște apartenența confesională.

## Politică și administrație
Comuna Strugari este administrată de un primar și un consiliu local compus din 11 consilieri. Primarul, Vasile V. Rotariu[*], de la Partidul Social Democrat, este în funcție din 2004. Începând cu alegerile locale din 2024, consiliul local are următoarea componență pe partide politice:
|  | Partid                          | Consilieri | Componența Consiliului | Componența Consiliului | Componența Consiliului | Componența Consiliului | Componența Consiliului | Componența Consiliului |
|  | ------------------------------- | ---------- | ---------------------- | ---------------------- | ---------------------- | ---------------------- | ---------------------- | ---------------------- |
|  | Partidul Social Democrat        | 6          |                        |                        |                        |                        |                        |                        |
|  | Alianța pentru Unirea Românilor | 3          |                        |                        |                        |                        |                        |                        |
|  | Partidul Național Liberal       | 1          |                        |                        |                        |                        |                        |                        |
|  | Partidul S.O.S. România         | 1          |                        |                        |                        |                        |                        |                        |

## Istorie
La sfârșitul secolului al XIX-lea, comuna purta numele de Nadișa, făcea parte din plasa Tazlăul de Sus a județului Bacău și era formată din satele Nadișa, Năsoești-Răzeși, Năsoești-Particulari, Cetățuia, Răchitișu și Strugari, având în total 2039 de locuitori. În comună funcționau o școală mixtă deschisă în 1867 la Nadișa, patru biserici ortodoxe (la Nadișa, Cetățuia, Năsoești-Răzeși și Răchitișu) și două catolice (la Năsoești-Particulari și Răchitișu), iar principalii proprietari de terenuri erau G. Iurașcu, L. Lucian Vernier, I. Curpăneanu și statul. Anuarul Socec din 1925 consemnează comuna în plasa Tazlău a aceluiași județ, având 4300 de locuitori în satele Cetățuia, Iazu, Nadișa, Năsoiești, Petricica, Răchitișu și Strugari.
În 1950, comuna a fost transferată raionului Moinești din regiunea Bacău, ea luând în timp numele satului Strugari, devenit reședință. Satul Năsoești a fost rebotezat în 1968 Strugarii de Sus, iar în 1968, comuna a revenit la județul Bacău, reînființat; tot atunci satul Strugarii de Sus (fost Năsoești) a fost desființat și comasat cu satul Strugari.

## Monumente istorice
Singurul obiectiv din comuna Strugari inclus în lista monumentelor istorice din județul Bacău ca monument de interes local este fostul conac Veninoaia din satul Petricica, astăzi școală. Clădirea construită în secolul al XIX-lea este clasificată ca monument de arhitectură.